# Legendary Lou Reed
Legendary Lou Reed è una raccolta di brani di Lou Reed, composta da 3 CD, pubblicata nel 2002.

## Tracce
1. Going Down
2. I Love You
3. Love Makes You Feel
4. Ocean
5. Walk on the Wild Side
6. Andy's Chest
7. Perfect Day
8. Make Up
9. Vicious
10. Lady Day
11. Caroline Says 1
12. How Do You Think It Feels
13. Oh Jim
14. Men of Good Fortune
15. Rock N Roll
16. Good Taste
17. Intro Sweet Jane
18. Kill Your Sons
19. Billy
20. Sally Cant Dance (7 Inch Version)
21. Satellite of Love (live)
22. Crazy Feeling
23. A Gift
24. Nowhere At All
25. Nobody's Business
26. Coney Island Baby
27. Underneath the Bottle
28. The Gun
29. Waves of Fear
30. The Day John Kennedy Died
31. Legendary Hearts
32. Home of the Brave
33. Rooftop Garden
34. Bottoming Out
35. Make Up Mind
36. The Last Shot
37. Betrayed
38. Sweet Jane (live)
39. I'm Waiting for the Man (live)
40. White Light/White Heat (live)
41. I Love You, Suzanne
42. Turn to Me
43. What Becomes a Legend Most
44. Fly into the Sun
45. High in the City
46. New Sensations
47. Outside
48. Mistrial
49. I Remember You
50. No Money Down